# Ragnar Persson (militär)
Ragnar Persson, född 1 oktober 1925 i Hällesjö församling i Jämtlands län, död 20 november 2016, var en svensk militär.
Persson tog officersexamen vid Kungliga Krigsskolan 1952 och blev fänrik vid Jämtlands fältjägarregemente samma år. År 1964 befordrades han till kapten, varpå han var detaljchef i Arméstaben 1964–1968. Han befordrades 1968 till major, var avdelningschef vid staben i Övre Norrlands militärområde 1868–1970 och avdelningschef vid Försvarsstaben 1970–1974, befordrad till överstelöjtnant 1971. Åren 1974–1975 var han bataljonschef vid Västerbottens regemente. År 1975 befordrades han till överste, varpå han var sektionschef i Arméstaben 1975–1977 och ställföreträdande chef för Hälsinge regemente tillika ställföreträdande befälhavare för Gävleborgs försvarsområde 1977–1978. Han befordrades till generalmajor 1978 och var överdirektör och chef för generaldirektörens stab vid Försvarets materielverk 1978–1989.
Ragnar Persson invaldes 1977 som ledamot av Kungliga Krigsvetenskapsakademien.

## Utmärkelser
- Riddare av Svärdsorden, 6 juni 1970.[3]